# Portada/article juny 19

## Barroc sicilià
El barroc sicilià és la forma distintiva de l'arquitectura barroca que es va desenvolupar a l'illa de Sicília, al sud d'Itàlia durant els segles xvii i xviii. L'estil es reconeix no solament pels seus típics revolts i floritures barroques, sinó també per les seves màscares somrients i putti amb la particular extravagància que li ha donat a Sicília una identitat arquitectònica única i la fase més interessant de l'art sicilià.